# Marián Kello
Marián Kello (Gelnica, 5 settembre 1982) è un ex calciatore slovacco, di ruolo portiere.

## Carriera

### Club
Il 14 agosto 2008 l'FBK Kaunas lo cede in prestito biennale all'Heart of Midlothian e il 2 agosto 2010 gli scozzesi ne riscattano il cartellino, acquistandolo a titolo definitivo. Il 5 aprile 2012 si svincola dall'Hearts e il 3 ottobre seguente si accorda con l'Astra Giurgiu. Il 28 marzo 2013 si svincola anche dal club rumeno, firmando un contratto con il Wolverhampton. A fine stagione rescinde, accordandosi con il St. Mirren il 24 ottobre successivo, e facendo così ritorno in Scozia.

### Nazionale
Debutta il 9 febbraio 2011 contro il Lussemburgo (2-1).

## Palmarès

### Club

#### Competizioni nazionali
- Campionato lituano: 1

FBK Kaunas: 2007
- Coppa di Lituania: 1

FBK Kaunas: 2008